# Biblioteca Reina Sofía (Honduras)
La Biblioteca Reina Sofía o la Biblioteca Especializada en Arte y Cultura Reina Sofía (BARS), es una biblioteca de arte en Tegucigalpa, Honduras dedicado a reunir, catalogar y conservar libros de arte e historia del arte con algunas obras de arte y escultura. El nombre de la biblioteca es en honor a doña Sofía de Grecia, reina de España, y es una de solo dos entes hondureños con conexión directa a la Casa Real Española, la otra siendo el Real Club Deportivo España. La biblioteca forma parte del Museo del Hombre Hondureño.
La biblioteca fue inaugurada el 13 de agosto del 2008 por el rey Felipe VI de España. Es la primera biblioteca de arte en Honduras y la tercera en Centroamérica después de Guatemala y Nicaragua.
En el 2017, la biblioteca sufrió un incendio que destruyó una parte de su colección y la estructura del edificio. Antes del incendio, la biblioteca contaba con un acervo literario y artístico de alrededor de 4.000 libros. Una gran parte de su colección era donada por entes españoles y agencias del Gobierno de España. Para 2020 la biblioteca ya había iniciado el proceso de restauración del inmueble.

## Historia

### Inauguración
La planificación de la Biblioteca Reina Sofía inició en 1998 como una idea de la Fundación para el Museo del Hombre Hondureño en colaboración con la embajada de España en Honduras y la Cooperación Española, agencia del Gobierno de España. Diez años después el rey Felipe VI de España inauguró la biblioteca el 13 de agosto de 2008 con el nombre de Biblioteca Especializada en Arte y Cultura Reina Sofía (BARS) en honor a su madre, la reina Sofía de Grecia.

### Incendio y restauración
En noviembre de 2017 la biblioteca sufrió un grave incendio que causó la pérdida de mucha de la colección de la biblioteca y de su estructura histórica del siglo XIX. El interior del inmueble tenía un diseño clásico señorial con estanterías y mobiliario de maderas de caoba y cedro. Se cree que el incendio se inició en el edificio aledaño, que estaba abandonado pero en el pasado había funcionado como una imprenta.
En febrero de 2020 se publicaron los dibujos de la restauración del inmueble que fueron presentados al Instituto Hondureño de Antropología e Historia para su aprobación. Las autoridades de la Fundación para el Museo del Hombre Hondureño, responsables de la biblioteca, anunciaron que el proyecto aún no tenía los fondos para iniciar la restauración.

## Colección y programas
La biblioteca tiene una colección de más de 4.000 ejemplares de libros de arte e historia del arte, además de una área audiovisual, área virtual y equipos de proyección. La biblioteca cuenta con el Programa de Extensión de Servicios en el cual se promueven talleres de arte, cultura, historia, etcétera y además áreas especializadas para jóvenes y niños. Asimismo, cuenta con el servicio de préstamo de ejemplares a usuarios que forman parte del “Club de la BARS” los mismos que también hacen utilización del espacio de la biblioteca y otros beneficios de estudio y didácticos.
Una porción de la colección de la biblioteca ha sido adquirida por donaciones de agencias del Gobierno de España. El 22 de abril de 2014, el embajador de España en Honduras, Miguel Alberto Suárez, realizó la entrega al director de la biblioteca, de unos 104 libros en calidad de donación.